# Andrea Ros
Andrea Ros (Terrassa, 3 maggio 1993) è un'attrice spagnola.

## Biografia
Ha iniziato la sua carriera con piccoli ruoli in serie televisive regionali, partecipando anche a vari spettacoli teatrali e cortometraggi.
La sua prima grande opportunità è stata la partecipazione al film Salvador - 26 anni contro di Manuel Huerga dove interpreta Merçona, una delle sorelle del protagonista. Dal 2006 al 2007 ha fatto parte del cast ricorrente della serie TV3 Mar de fons, dove ha interpretato Sílvia Fuster. Nel 2008 ha fatto il salto alla televisione nazionale, partecipando alla mini serie Cazadores de Hombres e alla serie giovanile El internado, entrambe produzioni di Antena 3. Nel 2009 ha partecipato al film horror Jaume Balagueró Rec 2, dove ha interpretato Mire.
Nel 2010 ha recitato nella serie Los hombres de Paco ed è stata la protagonista in Il diario di Carlotta di José Manuel Carrasco mentre nel 2011 ha lavorato nella serie Punta Escarlata di Cuatro e si è unita al cast della serie comica BuenAgente di La Sexta, trasmesso per due stagioni.
Durante i due anni successivi partecipa a diverse produzioni cinematografiche. Fa parte del cast dei film La fredda luce del giorno di Mabrouk El Mechri, Tengo ganas de ti di Fernando González Molina, Menu degustazione di Roger Gual, Alla fine tutti muoiono e Pixel Theory.
Sempre nel 2013 è salita sul palco con il musical d Javier Calvo e Javier Ambrossi La Llamada.
Nel 2015 ha partecipato alla decima stagione di Per sempre, prodotta sempre da Antena 3, impersonando Beatriz Arratia. Nello stesso anno ha recitato in Mare di plastica dando vita a Mar Sánchez.
Nell'ottobre 2016, durante il festival del cinema di Sitges, è stato presentato in anteprima La sexta alumna, un film horror interamente girato con un IPhone 6.
Nel luglio 2018 l'attrice riferì che il direttore del Teatre Lliure, Lluís Pasqual, le aveva urlato contro e l'aveva ridicolizzata in un saggio. Le polemiche sollevate nei social network hanno portato alle dimissioni di Lluís Pasqual.
Sempre nel 2018 è stata Elisa, la protagonista della serie Se non ti avessi conosciuto.

## Filmografia

### Cinema
- Salvador - 26 anni contro (Salvador (Puig Antich)), regia di Manuel Huerga (2006)
- Rec 2, regia di Jaume Balagueró, Paco Plaza  (2009)
- Il diario di Carlotta (El diario de Carlota), regia di José Manuel Carrasco (2010)
- La fredda luce del giorno (The Cold Light of Day), regia di Mabrouk El Mechri (2011)
- Tengo ganas de ti, regia di Fernando González Molina (2012)
- Menu degustazione (Menú degustació), regia di Roger Gual (2013)
- Alla fine tutti muoiono (Al final todos mueren), regia di David Galán Galindo, Roberto Pérez Toledo, Pablo Vara, Javier Botet, Javier Fesser (2013)
- Pixel Theory, regia di Alberto Carpintero, Mar Delgado, Esaú Dharma, David Galán Galindo, Pepe Macías, Juan José Ramírez Mascaró, Pablo Vara  (2013)
- La final, regia di Valerio Boserman (2015)
- La sexta alumna, regia di Benja de la Rosa (2016)
- È per il tuo bene (Es por tu bien), regia di Carlos Therón (2017)
- Le leggi della termodinamica (Las leyes de la termodinámica), regia di Mateo Gil (2017)
- Chi porteresti su un'isola deserta? (¿A quién te llevarías a una isla desierta?), regia di Jota Linares (2018)
- Teatre Lliure: El temps que estiguem junts, regia di Pablo Messiez (2020)
- A 1000 km dal Natale (A mil kilómetros de la Navidad), regia di Álvaro Fernández Armero (2021)

### Cortometraggi
- 8, regia di Raúl Cerezo (2011)
- Broken Night, regia di Diego Betancor (2011)
- Hannah o Miley, regia di Álvaro Aránguez (2012)
- Vico Bergman, regia di Chechu León Solana, Diego Pérez González (2017)
- Latitud, regia di Jan Cornet (2021)

### Televisione
- El cor de la ciutat - 2 episodi (2004)
- Mar de fons - 4 episodi (2006-2007)
- Cazadores de hombres - 2 episodi (2008)
- El internado - 3 episodi (2008-2009)
- Águila Roja - 2 episodi (2009)
- Los hombres de Paco - 5 episodi (2010)
- Aída - 1 episodio (2010)
- Punta Escarlata - 7 episodi (2011)
- BuenAgente - 19 episodi (2011)
- Are You App? - 1 episodio (2012)
- El barco - 1 episodio (2012-13)
- Hunter - 1 episodio (2013)
- Con el culo al aire - 1 episodio (2014)
- Per sempre (Amar es para siempre) - 56 episodi (2015)
- Mare di plastica (Mar de plástico) - 12 episodi (2015)
- Se non ti avessi conosciuto (Si no t'hagués conegut) - 10 episodi (2018)
- Terror y feria - 1 episodio (2019)

## Teatro
- Tirant lo Blanc - Dir. Montse Sala
- Parole divine - Dir. Montse Sala
- Conte Saharaui - Dir. Montse Sala
- La Sireneta - Dir. Montse Sala
- Un fantasma - Dir. Nyusca Gorenko
- Il Labrador di più aria - Dir. Miguel Hernández
- La principessa addormentata - Dir. Montse Sala
- Il drac di Sant Jordi - Dir. Montse Sala
- Planeta Gómez Kaminsky - Dir. Álvaro Aránguez
- La chiamata - Dir. Javier Ambrossi e Javier Calvo
- Un nemico del poble - Dir. Miguel del Arco
- L'Onada - Marc Montserrat Drukker
- The Rei Lear - Dir. Lluis Pasquall
- The Temps che Estiguesim Junts - Dir. Pablo Messiez

## Doppiatrici italiane
Nelle versioni in italiano dei suoi film, Andrea Ros è stata doppiata da:
- Giulia Franceschetti in Salvador - 26 anni contro
- Gemma Donati in A 1000 km dal Natale
- Gloria Di Maria in Il diario di Carlotta
- Benedetta Ponticelli in Rec 2